# Primera División de Chile 1955
El Campeonato Nacional de Fútbol de la Primera División de 1955 fue el torneo disputado en la 23ª temporada de la máxima categoría del fútbol profesional chileno, con la participación de catorce equipos.
El torneo se dividió en dos etapas, cada una de ellas jugadas con un sistema de todos-contra-todos. En la primera etapa, jugada en dos rondas, los primeros ocho equipos clasificarían a la liguilla por el campeonato, mientras que el resto de los equipos jugarían en la liguilla por el descenso. Las liguillas por el campeonato y por el descenso se jugaron en una única ronda, y los resultados de ésta fueron agregados a los de la primera etapa, para dirimir al equipo campeón del torneo y al equipo que descendería.
El equipo campeón del torneó fue Palestino, que logró el primer campeonato nacional de su historia.

## Primera etapa
| Pos | Equipo               | PJ | PG | PE | PP | GF | GC | Dif | Pts |
| --- | -------------------- | -- | -- | -- | -- | -- | -- | --- | --- |
| 1   | Palestino            | 26 | 16 | 8  | 2  | 69 | 39 | 30  | 40  |
| 2   | Unión Española       | 26 | 11 | 8  | 7  | 42 | 36 | 6   | 30  |
| 3   | Everton              | 26 | 10 | 9  | 7  | 40 | 34 | 6   | 29  |
| 4   | Universidad de Chile | 26 | 10 | 8  | 8  | 57 | 42 | 15  | 28  |
| 5   | Colo-Colo            | 26 | 10 | 8  | 8  | 49 | 39 | 10  | 28  |
| 6   | Audax Italiano       | 26 | 8  | 12 | 6  | 54 | 54 | 0   | 28  |
| 7   | Green Cross          | 26 | 9  | 9  | 8  | 45 | 41 | 4   | 27  |
| 8   | Magallanes           | 26 | 10 | 7  | 9  | 46 | 47 | -1  | 27  |
| 9   | O'Higgins            | 26 | 9  | 8  | 9  | 45 | 53 | -8  | 26  |
| 10  | Santiago Wanderers   | 26 | 7  | 9  | 10 | 40 | 48 | -8  | 23  |
| 11  | Rangers              | 26 | 5  | 12 | 9  | 36 | 45 | -9  | 22  |
| 12  | Ferrobádminton       | 26 | 4  | 11 | 11 | 46 | 59 | -13 | 19  |
| 13  | Santiago Morning     | 26 | 6  | 7  | 13 | 27 | 45 | -18 | 19  |
| 14  | Universidad Católica | 26 | 7  | 4  | 15 | 38 | 52 | -14 | 18  |

PJ=Partidos jugados; PG=Partidos ganados; PE=Partidos empatados; PP=Partidos perdidos; GF=Goles a favor; GC=Goles en contra; Dif=Diferencia de gol; Pts=Puntos
|  | Clasifica a la liguilla por el campeonato |

## Liguilla por el campeonato
| Pos | Equipo               | PJ | PG | PE | PP | GF | GC | Dif | Pts |
| --- | -------------------- | -- | -- | -- | -- | -- | -- | --- | --- |
| 1   | Colo-Colo            | 7  | 4  | 1  | 2  | 23 | 16 | 7   | 9   |
| 2   | Universidad de Chile | 7  | 4  | 1  | 2  | 19 | 17 | 2   | 9   |
| 3   | Everton              | 7  | 3  | 2  | 2  | 19 | 14 | 5   | 8   |
| 4   | Green Cross          | 7  | 3  | 2  | 2  | 13 | 12 | 1   | 8   |
| 5   | Magallanes           | 7  | 2  | 3  | 2  | 12 | 11 | 1   | 7   |
| 6   | Palestino            | 7  | 3  | 0  | 4  | 22 | 26 | -4  | 6   |
| 7   | Audax Italiano       | 7  | 1  | 3  | 3  | 12 | 16 | -4  | 5   |
| 8   | Unión Española       | 7  | 1  | 2  | 4  | 5  | 13 | -8  | 4   |

PJ=Partidos jugados; PG=Partidos ganados; PE=Partidos empatados; PP=Partidos perdidos; GF=Goles a favor; GC=Goles en contra; Dif=Diferencia de gol; Pts=Puntos

### Tabla agregada
| Pos | Equipo               | PJ | PG | PE | PP | GF | GC | Dif | Pts |
| --- | -------------------- | -- | -- | -- | -- | -- | -- | --- | --- |
| 1   | Palestino            | 33 | 19 | 8  | 6  | 91 | 65 | 26  | 46  |
| 2   | Colo-Colo            | 33 | 14 | 9  | 10 | 72 | 55 | 17  | 37  |
| 3   | Universidad de Chile | 33 | 14 | 9  | 10 | 76 | 59 | 17  | 37  |
| 4   | Everton              | 33 | 13 | 11 | 9  | 59 | 48 | 11  | 37  |
| 5   | Green Cross          | 33 | 12 | 11 | 10 | 58 | 53 | 5   | 35  |
| 6   | Magallanes           | 33 | 12 | 10 | 11 | 58 | 58 | 0   | 34  |
| 7   | Unión Española       | 33 | 12 | 10 | 11 | 47 | 49 | -2  | 34  |
| 8   | Audax Italiano       | 33 | 9  | 15 | 9  | 66 | 70 | -4  | 33  |

PJ=Partidos jugados; PG=Partidos ganados; PE=Partidos empatados; PP=Partidos perdidos; GF=Goles a favor; GC=Goles en contra; Dif=Diferencia de gol; Pts=Puntos
|  | Campeón |

## Campeón
| Palestino 1º Título |

## Liguilla por el descenso
| Pos | Equipo               | PJ | PG | PE | PP | GF | GC | Dif | Pts |
| --- | -------------------- | -- | -- | -- | -- | -- | -- | --- | --- |
| 1   | Santiago Morning     | 5  | 3  | 1  | 1  | 10 | 8  | 2   | 7   |
| 2   | O'Higgins            | 5  | 3  | 1  | 1  | 12 | 11 | 1   | 7   |
| 3   | Rangers              | 5  | 2  | 1  | 2  | 8  | 7  | 1   | 5   |
| 4   | Santiago Wanderers   | 5  | 1  | 2  | 2  | 8  | 8  | 0   | 4   |
| 5   | Ferrobádminton       | 5  | 1  | 2  | 2  | 7  | 10 | -3  | 4   |
| 6   | Universidad Católica | 5  | 1  | 1  | 3  | 11 | 12 | -1  | 3   |

PJ=Partidos jugados; PG=Partidos ganados; PE=Partidos empatados; PP=Partidos perdidos; GF=Goles a favor; GC=Goles en contra; Dif=Diferencia de gol; Pts=Puntos

### Tabla agregada
| Pos | Equipo               | PJ | PG | PE | PP | GF | GC | Dif | Pts |
| --- | -------------------- | -- | -- | -- | -- | -- | -- | --- | --- |
| 9   | O'Higgins            | 31 | 12 | 9  | 10 | 57 | 64 | -7  | 33  |
| 10  | Santiago Wanderers   | 31 | 8  | 11 | 12 | 48 | 56 | -8  | 27  |
| 11  | Rangers              | 31 | 7  | 13 | 11 | 44 | 52 | -8  | 27  |
| 12  | Santiago Morning     | 31 | 9  | 8  | 14 | 37 | 53 | -16 | 26  |
| 13  | Ferrobádminton       | 31 | 5  | 13 | 13 | 53 | 69 | -16 | 23  |
| 14  | Universidad Católica | 31 | 8  | 5  | 18 | 49 | 64 | -15 | 21  |

PJ=Partidos jugados; PG=Partidos ganados; PE=Partidos empatados; PP=Partidos perdidos; GF=Goles a favor; GC=Goles en contra; Dif=Diferencia de gol; Pts=Puntos
|  | Desciende a Segunda División |